# Wem
Wem este un oraș în comitatul Shropshire, regiunea West Midlands, Anglia. Orașul se află în districtul North Shropshire a cărui reședință este.